# Christopher Telemaque
Christopher Telemaque (Road Town, 23 dicembre 1989) è un calciatore anglo-verginiano, di ruolo attaccante.

## Carriera

### Club
Ha iniziato la carriera nel 2011 nel Ballstars.

### Nazionale
Ha esordito in nazionale nel 2010.